# Dalila Khatir
Dalila Khatir est une artiste franco-algérienne, égérie de l’art contemporain, née le 20 mars 1961. Elle est à la fois chanteuse, comédienne, danseuse, modèle, performeuse et coach vocal.

## Biographie

### Jeunesse et Formation
Après une formation au Centre National d'Insertion Professionnelle d’Art Lyrique à Marseille, Dalila Khatir travaille avec différents metteurs en scène notamment Akel Akian, Alain Matratat, Jean-Pierre Larroche, François-Michel Pesenti ou Olivier Desbordes, associant la comédie à l'art lyrique, lui permettant d'interpréter des rôles très divers de l'opéra au théâtre musical.
Elle est également assistante à la mise en scène pour Patrick Abéjean et Éric Perez.

### Carrière

#### L'interprète
En 1992 elle collabore en tant que soprano à la création d'un disque avec Fred Frith intitulé Helter Skelter.
En 2005, elle chante dans l'opérette Dédé d'Henri Christiné au Théâtre Montfort avec Michel Fau, Eric Perez dans une mise en scène de Olivier Desbordes.
Elle se lance alors dans une activité de coach vocale, bien qu'on continue à la retrouver sur scène, en tant qu'interprète, en 2013, dans le spectacle Cartel de Michel Schweizer aux côtés de Jean Guizerix.
Elle est alors demandée par une nouvelle génération de metteurs en scènes et musiciens comme Benjamin Moreau ou Fidel Fourneyron.
Elle performe à plusieurs reprises pour Maguelone Vidal et danse à la fois pour Herman Diephuis, Betty Tchomanga et Julia Cima. 
Puis dans le duo Algeria Alegria, Dalila Khatir et le chorégraphe David Wampach communient dans leurs mémoires mêlées de l’Algérie.

#### La coach vocal, vers un travail de transmission
Elle anime de nombreux ateliers et cours de voix et forme ainsi les comédiens et danseurs de très nombreux chorégraphes et metteurs en scène, tout en s’occupant des arrangements et du travail musical des pièces de Boris Charmatz, Michel Schweizer, Pascal Rambert, Maud Le Pladec, Mathilde Monnier, Herman Diephuis, Pascal Quignard, Raphaëlle Delaunay, Jessie Chapuis, Christian Ubl, Marie Vialle ou encore David Wampach.
Dans le cadre des Ateliers croisés organisés par l'A.M.I en collaboration avec l'Institut Français, elle a conduit une action de formation au chant, à Marrakech et à la Friche Belle de Mai de Marseille, en collaboration avec Frédérique Wolf-Michaux.

#### Collaborations diverses aux croisements des arts
Elle a été l'assistante de Patrick Abéjean ainsi que de la chanteuse Maggy Nichols, elles travaillent ensemble l'improvisation et créent le groupe Les Méchantes.
À Paris, le sculpteur Martin Puryear, lui présente la photographe Ariane Lopez Huici. Elle deviendra un modèle capital du travail de l'artiste.
En 2008, lors d’une exposition de Alain Kirili au Musée de l’Orangerie elle participe à une performance musicale avec Jérôme Bourdellon, Roscoe Mitchell (en), Thomas Buckner (en) de laquelle naîtra un album produit par le Label Mutable Music.
En 2017 elle est invitée à faire une performance vocale par Greg Beller lors de sa conférence TED.
Au Palais de la Porte Dorée, elle interprète un chant rituel algérien pour une vidéo d'art de Murat Arslan et Jefry Lopalanga.

### Vie privée
Elle est la sœur de la comédienne Malika Khatir et du scénographe Sallahdyn Khatir collaborateur de Claude Regy.

## Spectacles

### Interprète

#### Chanteuse
- 1992 : Zarzuela ! Historia de un patio, d'après Ricardo de la Vega, mise en scène Alain Maratrat, Festival d'Avignon (Avignon)[17]
- 2004 : Dédé musique de Henri Christiné, mise en scène d'Olivier Desbordes, tournée [18]
- 2006 : La Périchole  mise en scène d'Olivier Desbordes, Le Duo Dijon (Dijon) [19]
- 2009 : Le Concile d'amour, musique de Michel Musseau, mise en scène de Jean-Pierre Larroche, tournée [20]
- 2009 : Les Palmiers sauvages d'après William Faulkner, mise en scène de Philippe Ulysse, Théâtre de Saint-Quentin-en-Yvelines (Saint-Quentin-en-Yvelines) [21]
- 2009 : Ciao bella de Herman Diephuis, chorégraphie du concepteur, tournée [22]
- 2011 : Une Carmen arabo-andalouse de Georges Bizet, mise en scène d'Olivier Desbordes, tournée [23]
- 2012 : Un train pour Johannesburg de Kurt Weill, mise en scène d'Olivier Desbordes, tournée [24]
- 2015 : La Périchole de Jacques Offenbach [25], mise en scène Benjamin Moreau, tournée [26]
- 2020 : La Chanson de Renart, conception de Fidel Fourneyron, tournée
- 2023 : Qui m’appelle ? de Maguelone Vidal, Maison de la culture d'Amiens

#### Comédienne
- 1985 : Les Dormeurs d'après  Shakespeare, mise en scène François-Michel Pesenti, Festival d'Avignon (Avignon)[27]
- 1996 : Tentative d'opérette de Serge Valletti, mise en scène Patrick Abéjean, tournée [28]
- 2000 : En équilibre indifférent de Jean-Pierre Larroche et Pascale Hanrot, tournée [29]
- 2009 : Les Règles du savoir-vivre dans la société moderne de Jean-Luc Lagarce, conception de Frédérique Wolf-Michaux, tournée [30]
- 2010 : Et hommes et pas d'après Elio Vittorini, mise en scène de Pascal Kirsch, conception de Bénédicte Le Lamer, La Comédie de Béthune (Béthune) [31]
- 2013 : L'odeur du sang humain ne me quitte pas des yeux d'après William Shakespeare, mise en scène de Philippe Ulysse, tournée [32]
- 2014 : ’vɔɪədʒər III de Thomas Ferrand, mise en scène du concepteur, tournée [33]
- 2024 : Nebraska de Sophie Merceron, mise en scène Guillaume Bariou[34]

#### Danseuse
- 2007 : Dalila et Samson, par exemple de Herman Diephuis, chorégraphie du concepteur[35], tournée
- 2007 : Julie, entre autres de Herman Diephuis, chorégraphie du concepteur, tournée [36]
- 2012 : Rings de Julia Cima, tournée [37]
- 2013 : Cartel de Michel Schweizer, tournée [38]
- 2014 : Bang ! de Herman Diephuis, chorégraphie du concepteur, tournée [39]
- 2017 : Mix de Herman Diephuis, chorégraphie du concepteur, tournée [40]
- 2017 : Premix de Herman Diephuis, chorégraphie du concepteur, tournée [41]
- 2018 : Plus ou moins 20 pour commencer (doucement) de Herman Diephuis, chorégraphie du concepteur, ArtDanThé  (Vanves) [42]
- 2019 : Et maintenant quelque chose de complètement différent, co création avec Herman Diephuis, tournée
- 2021 : ALGERIA ALEGRIA, conception David Wampach
- 2023 : Histoire(s) décoloniale(s), conception Betty Tchomanga[43]

### Collaboratrice

#### Coach vocale
- 1999 : Con forts fleuve de John Giorno, chorégraphie de Boris Charmatz, tournée [44]
- 2005 : After / Before  mise en scène Pascal Rambert, tournée [45]
- 2010 : Loredreamsong de Latifa Laâbissi, chorégraphie de la conceptrice, tournée [46]
- 2010 : Fauves d'après Bruce Bégout, conception de Michel Schweizer, tournée [47]
- 2011 : Enfant de Boris Charmatz, chorégraphie du concepteur, tournée [48]
- 2011 : Exécutions de Herman Diephuis, chorégraphie du concepteur, tournée [49]
- 2012 : Objets re-trouvés de Mathilde Monnier, chorégraphie de la conceptrice, tournée [50]
- 2015 : Manger d'après Christophe Tarkos, de Boris Charmatz, chorégraphie du concepteur, tournée [51]
- 2015 : Concrete de Maud Le Pladec, chorégraphie du concepteur, tournée [52]
- 2015 : Primitifs de Michel Schweizer [53], chorégraphie du concepteur, tournée [54]
- 2015 : Urge de David Wampach, chorégraphie du concepteur, tournée [55]
- 2016 : Danse de nuit de Boris Charmatz, chorégraphie du concepteur, tournée [56]
- 2016 : La Rive dans le noir de Pascal Quignard, mise en scène de l'auteur, tournée [57]
- 2017 : Cheptel de Michel Schweizer, mise en scène du concepteur, tournée [58]
- 2017 : Moto-Cross de Vincent Thomasset, chorégraphie de Maud Le Pladec, tournée [59]
- 2018 : Les vagues, les amours, c'est pareil de David Foster Wallace mise en scène Marie Vialle, Le Centquatre (Paris) [60]
- 2018 : Au bois de Claudine Galéa, mise en scène de Benoît Bradel, tournée [61]
- 2018 : 1000 gestes de Boris Charmatz, chorégraphie du concepteur, tournée [62]
- 2018 : (Prononcer fénanoq), conception Pierre Fourny, Festival d'Avignon
- 2018 : Totemic studies, petits portraits, chorégraphie Matthieu Barbin, tournée
- 2018 : Atacachaw de Jessie Chapuis, Espace Aleph (Ivry-sur-Seine)
- 2019 : Les Diables de Michel Schweizer, chorégraphie du concepteur, tournée
- 2019 : Langues de feu/Lames de fond, conception de Christian Ubl, tournée
- 2019 : Infini de Boris Charmatz, chorégraphie du concepteur, tournée
- 2019 : L'Amour des commencements, conception Maguelone Vidal
- 2020 : Mascarades de Betty Tchomanga, tournée
- 2020 : Les Cent Mille Derniers Quarts d'heure, de Matthieu Barbin, chorégraphie du concepteur, Manège de Reims
- 2021 : BôPEUPL, mise en scène de Michel Schweizer, tournée
- 2021 : Counting Stars With You, chorégraphie Maud Le Pladec, tournée
- 2021 : Somnole de Boris Charmatz, chorégraphie du concepteur, tournée
- 2022 : Coaching, conception de Valeria Giuga, tournée
- 2022 : Black & Light, chorégraphie de Pauline Corvellec, tournée

- 2022 : Sheela Na Gig, chorégraphie de Fabrice Mazliah, tournée
- 2022 : Si la voiture est fétiche, l'accident ne l'est pas de Jean Baudrillard, mise en scène Aurelia Ivan, Théâtre de la Cité Internationale
- 2022 : Dans ce jardin qu'on aimait d'après Pascal Quignard, mise en scène Marie Vialle, Festival d'Avignon
- 2022 : Silent Legacy, chorégraphie Maud Le Pladec, Festival d'Avignon
- 2022 : Leçons de ténébres, conception Betty Tchomanga
- 2022 : Une nuit entière, chorégraphie Tatiana Julien et Anna Gaïotti, tournée
- 2023 : Il faux, chorégraphie Calixto Neto
- 2023 : Liberté Cathédrale, chorégraphie Boris Charmatz
- 2024 : Grains, chorégraphie Simon Feltz

### Autres
- 1995 : Tentative d'opérette en dingo-chine de Serge Valletti, mise en scène de Patrick Abéjean, Théâtre du Haras (Saint-Gaudens)[63]
- 2007 : Les Caprices de Marianne d'après Alfred de Musset, mise en scène d'Éric Perez, tournée [64]
- 2008 : Paul est mort ? de Herman Diephuis, chorégraphie du concepteur, tournée [65]
- 2010 : L'Imitateur de Thomas Bernhard mise en scène de Patrick Abéjean, Théâtre national de Toulouse Midi-Pyrénées (Toulouse) [66]
- 2013 : Objet principal du voyage de Herman Diephuis, chorégraphie du concepteur, tournée [67]
- 2015 : Hunted d’Okwui Okpokwasili et de Maud Le Pladec, Les Subsistances (Lyon) [68]
- 2015 : Lalalal’air de Maguelone Vidal, La Baignoire (Montpellier) [69]
- 2015 : Clan de Herman Diephuis, chorégraphie du concepteur, tournée [70]
- 2017 : Endo de David Wampach, chorégraphie du concepteur, Festival Montpellier Danse (Montpellier) [71]
- 2017 : Tremor and more de Herman Diephuis, chorégraphie du concepteur, tournée [72]
- 2018 : Totemic studies - portait de Matthieu Barbin, chorégraphie du concepteur, tournée
- 2019 : Bérézina, chorégraphie de David Wampach, tournée
- 2019 : Eighteen, chorégraphie de Thierry Micouin, tournée
- 2020 : 3020, chorégraphie de Aina Alegre et David Wampach, tournée
- 2020 : La Cinquième Saison, chorégraphie de Christian Ubl, tournée
- 2021 : Jour futur, chorégraphie de Thierry Micouin, tournée
- 2023 : Histoire(s) décoloniale(s), conception Betty Tchomanga[43]

## Filmographie
- 1997 : Luis et Margot[73], court métrage de Chantal Richard [74]
- 1998 : Les Bruits de la ville de Sophie Comtet [75]
- 2001 : Poisons violents[76], court métrage de Marie Brand [77]

## Discographie
- 1992 : Helter Skelter (Fred Frith & F.M. Pesenti), RecRec Music, avec Fred Frith, Jean-Marc Montera, Danielle Stephan, Frédérique Wolf-Michaux, Claude Monteil, Fred Giuliani[5]...
- 2008 : Kirili Et Les Nymphéas, Label Mutable Music, avec Jérôme Bourdellon, Roscoe Mitchell (en), Thomas Buckner (en)[78].